# Isänmaan Ystävä
Isänmaan Ystävä (finnois : L'ami de la patrie) est un journal publié de 1897 à 1900 à Helsinki en Finlande.

## Histoire
Fondé par le pasteur Emil Ferdinand Murén, Isänmaan Ystävä est un modeste hebdomadaire  chrétien  publié à Helsinki et sa région proche.
Durant la période de russification de la Finlande, le journal Päivälehti l'achète afin de pouvoir le publier en remplacement de Päivälehti qui vient d'être censuré. 
Nikolaï Bobrikov a vite découvert le stratagème et a interdit définitivement Isänmaan Ystävän. 
En 1900, son rédacteur en chef est Tekla Hultin.